# TVR Timișoara
TVR Timișoara (Hongaars: Temesvári TVR) is een regionale televisiezender in Roemenië. Hij is onderdeel van de landelijke publieke omroep Televiziunea Română.
De regionale studio werd in 2008 gestart en heeft als uitzendgebied de volgende regio's:
- district Arad
- district Caraș-Severin
- district Hunedoara
- district Timiș

De zender maakt elke avond een tv-journaal en programma's met achtergronden over de cultuur in de regio. Op maandag zendt hij een programma uit voor de Duitse minderheid gevolgd door een magazine voor alle minderheden. Op dinsdagmiddag is er het programma voor de Hongaarse minderheid, op de woensdagmiddag voor de Servische minderheid, op donderdag de Italiaanse minderheid en op vrijdag voor de overige minderheden. 
In het uitzendgebied hebben 54.989 personen het Hongaars als moedertaal en 57.620 personen gaven aan de Hongaarse nationaliteit te hebben.